# Клисура Коренатац
Коренатац представља заселак у атару села Кална, од којег је удаљен око 5 km. Карактеристичан је по дубокој клисури коју је усекао Трговишки Тимок у баремско-аптске кречњаке.

## Пећина
У самој клисури, у левом усеку пута према Кални, формирана је пећина у масивним биокластичним ургонским кречњацима који садрже доста бетонских фораминифера.

На улазу у пећину, са десне стране се налази једна велика просторија налик окапини, док се у левом делу налази канал који води у унутрашњост објекта.

## Галерија "Пећина"
- Поглед из пећине
- Унутрашњост пећине
- Пећина Коренатац